# Tratado de Livre-Comércio entre Associação de Nações do Sudeste Asiático e China

Membros da ALCAC.

A Área de Livre Comércio entre a Associação de Nações do Sudeste Asiático e a China, que pode ser abreviada para ALCAC (em inglês:  ASEAN–China Free Trade Area, ACFTA; chinês simplificado: 中国―东盟自由贸易区; chinês tradicional: 中國─東盟自由貿易區; pinyin: Zhōngguó Dōngméng Zìyóu Màoyì Qū; em vietnamita:  Khu vực mậu dịch tự do Trung Quốc – ASEAN), é uma zona de livre comércio entre os dez Estados-membros da Associação de Nações do Sudeste Asiático (ANSA/ASEAN) e a República Popular da China. O acordo foi firmado em 4 de novembro de 2002 em Phnom Penh, Camboja, com a intenção de criar um espaço de livre comércio entre os onze países a partir de 2010. A área de livre comércio entrou em vigor em 1 de janeiro de 2010. Ela é a maior em termos de população e a terceira em volume.

## Signatários
Os membros da Associação de Nações do Sudeste Asiático e a República Popular da China tinham um produto interno bruto nominal total combinado de aproximadamente US$ 6 trilhões em 2008. A zona de livre comércio teve o terceiro maior volume de comércio depois do Espaço Econômico Europeu e do Acordo de Livre Comércio da América do Norte.
| Bandeira  | País      | Capital             | Área (km²) | População (2008, a menos que se indique o contrário) | PIB (nominal) (em bilhões USD, 2008, FMI) | Moeda              | Idiomas oficiales                      |
| --------- | --------- | ------------------- | ---------- | ---------------------------------------------------- | ----------------------------------------- | ------------------ | -------------------------------------- |
| Brunei    | Brunei    | Bandar Seri Begauão | 5 765      | 490 000                                              | 19,7                                      | Dólar de Brunei    | Malaio                                 |
| Myanmar   | Mianmar   | Naipidau            | 676 578    | 50 020 000                                           | 26,2                                      | Quiat              | Birmanês                               |
| Camboja   | Camboja   | Pnum Pen            | 181 035    | 13 388 910                                           | 11,3                                      | Riel               | Cambojano                              |
| Indonésia | Indonésia | Jacarta             | 1 904 569  | 230 130 000                                          | 511,8                                     | Rupia indonésia    | Indonésio                              |
| Laos      | Laos      | Vientiane           | 236 800    | 6 320 000                                            | 5,4                                       | Kip laociano       | Laociano                               |
| Malásia   | Malásia   | Cualalampur         | 329 847    | 28 200 000                                           | 221,6                                     | Ringgit            | Malaio                                 |
| Filipinas | Filipinas | Manila              | 300 000    | 92 226 600 (2007)                                    | 166,9                                     | Peso filipino      | Filipino Inglês                        |
| Singapura | Singapura | Cidade de Singapura | 707,1      | 4 839 400 (2007)                                     | 181,9                                     | Dólar de Singapura | Malaio Mandarim (Huayu), Inglês, Tâmil |
| Tailândia | Tailândia | Bancoque            | 513 115    | 63 389 730 (2003)                                    | 273,3                                     | Baht               | Tailandês                              |
| Vietname  | Vietnã    | Hanoi               | 331 690    | 88 069 000                                           | 89,8                                      | Dong               | Vietnamita                             |
| China     | China     | Pequim              | 9 640 821  | 1 338 612 968 (2009)                                 | 4 327,4                                   | Renminbi           | Mandarim (Putonghua)                   |

### Associação de Nações do Sudeste Asiático
Os membros da ANSA têm um população combinada superior a 580 milhões de habitantes e uma economia combinada superior à da Índia. Indonésia conta com mais de 40% da população da região, e os indonésios são os maiores opositores ao acordo.

### República Popular da China
A China propôs pela primeira vez a ideia de uma zona de livre comércio em novembro de 2000. Ela já superou os Estados Unidos como o terceiro maior sócio comercial da ANSA, depois do Japão e da União Europeia, quando a zona entrou em vigor. Entre 2003 e 2008, o comércio com a ANSA cresceu de 59,6 bilhões de dólares para 192,5 bilhões de dólares. Também espera converter-se no maior exportador do mundo em 2010.

## Marco do Acordo
O marco do acordo foi firmado em 4 de novembro de 2002 em Phnom Penh por onze chefes de governo.
- Hassanal Bolkiah, Sultão de Brunei
- Hun Sen, Primeiro-ministro do Camboja
- Megawati Sukarnoputri, Presidente da Indonésia
- Bouasone Bouphavanh, Primeiro-ministro de Laos
- Mahathir bin Mohamad, Primeiro-ministro da Malásia
- Than Shwe, Primeiro-ministro de Mianmar
- Gloria Macapagal-Arroyo, Presidenta das Filipinas
- Goh Chok Tong, Primeiro-ministro de Singapura
- Thaksin Shinawatra, Primeiro-ministro da Tailândia
- Phan Van Khai, Primeiro-ministro do Vietnã
- Zhu Rongji, Premiê do Conselho de Estado da República Popular China